# Récit sur support numérique
Le récit sur support numérique est l'ensemble des procédés de narration du récit par voie numérique, par opposition aux formats traditionnels.
L'une des fonctions de l'art a souvent été celle de la narration. Comme l'imprimerie en son temps et plus tard la bande dessinée ou le cinéma, le support numérique tend à faire évoluer notre culture du récit, la manière dont les artistes racontent des histoires et dont nous percevons les statuts d'auteur et de public.
Le récit sur support numérique s'éloigne souvent de la littérature pour se rapprocher du conte oral. On peut alors le nommer conte multimédia. En effet, les récits non linéaires auxquels peut assister le public sur support numérique ont tendance à être des représentations comparables à celles observées dans les arts du spectacle. Chaque expérience est différente, bien que le récit ait généralement une forme fixée dans un programme informatique.
La forme la plus répandue de récit sur support numérique est certainement le jeu vidéo lorsqu'il est utilisé pour raconter une histoire (notamment dans le cas du jeu d'aventure). Mais en dehors de ce marché, le récit sur support numérique reste une forme artistique émergente. La fiction interactive en est, par exemple, une forme marginale héritée des premières années de l'informatique où le multimédia n'existait pas encore.
Le support numérique regroupant en lui-même des contenus interactifs vecteurs d'informations destinées à être transférées sur des contenus amovibles tels que : CD-ROM, DVD, clé USB, etc.